# Tanja Thomas (Medienwissenschaftlerin)
Tanja Thomas (* 1968) ist eine deutsche Geisteswissenschaftlerin und Professorin für Medienwissenschaft an der Eberhard Karls Universität Tübingen.

## Leben
Tanja Thomas studierte Bildende Kunst und Kunsterziehung, Germanistik, Medienwissenschaft und Migration an der Universität des Saarlandes (1988–1994), der Universität Tübingen (1995–1997) und der Internationalen Frauenuniversität Hannover (2000). Mit der Dissertation „Deutsch-Stunden. Zur Konstruktion nationaler Identität im Fernsehtalk“ wurde sie 2002 als Stipendiatin der Hans Böckler Stiftung in Tübingen promoviert. Sie lehrte und forschte anschließend von 2002 bis 2004 als wissenschaftliche Mitarbeiterin an der TU Ilmenau.
Ab 2004 lehrte Thomas an der Leuphana Universität Lüneburg als Juniorprofessorin für Kommunikationswissenschaft und Medienkultur. Es folgte eine Vertretung einer Professur für Mediensoziologie in Gießen. 2012 übernahm Thomas in Lüneburg eine Professur. 2013 erfolgte ein Wechsel als Professorin für Kommunikations- und Medienwissenschaft mit dem Schwerpunkt vergleichende Kulturanalyse an die Universität Bremen. Aktuell ist Thomas Professorin für Medienwissenschaft an der Universität Tübingen mit dem Schwerpunkt Transformationen der Medienkultur. Fellowships und Gastaufenthalte führten sie unter anderem nach Salzburg, Peking, New York und Stockholm.
Thomas ist Herausgeberin der Publikationsreihe Critical Studies in Media and Communication. Mediale Aufmerksamkeit erhielt sie u. a. für ihre Studie zur NSU-Berichterstattung in Zusammenarbeit mit Fabian Virchow und Elke Grittmann. Thomas trug zur International Encyclopedia of Political Communication sowie Normativität in der Kommunikationswissenschaft bei.

## Auszeichnungen
- 2008: Lehrpreis der Leuphana Universität Lüneburg[8]
- 2009: 3. Platz Best Young Researcher of the Year 2009 der Leuphana Universität Lüneburg[8]
- 2011: Lehrpreis der Leuphana Universität Lüneburg[8]

## Schriften (Auswahl)
Als Autorin
- Deutsch-Stunden. Zur Konstruktion nationaler Identität im Fernsehtalk. Campus Verlag, Frankfurt am Main 2003 (zugl. Univ.-Diss. Tübingen 2002), ISBN 3-593-37364-5.

Als Herausgeberin
- mit Fabian Virchow: Banal Militarism. Zur Veralltäglichung des Militärischen im Zivilen. Bielefeld: transcript, Bielefeld 2006, ISBN 978-3-8394-0356-3.
- mit Ulla Wischermann: Medien – Diversität – Ungleichheit. Zur medialen Konstruktion sozialer Differenz. Wiesbaden: VS, Wiesbaden 2008, ISBN 978-3-531-90860-1.
- mit Andreas Hepp, Friedrich Krotz: Schlüsselwerke der Cultural Studies. VS, Wiesbaden 2009, ISBN 978-3-531-91839-6.
- Medienkultur und soziales Handeln. VS, Wiesbaden 2008, ISBN 978-3-531-90898-4.
- mit Klaus, Elisabeth, Susanne Kinnebrock: Gesellschaftskritik in Frauenbewegungen und queer_feministischen Öffentlichkeiten. Schwerpunktheft der feministischen Studien, Zeitschrift für interdisziplinäre Frauen und Geschlechterforschung. Bd 1./2017. De Gruyter, Berlin 2017.
- mit Lina Brink, Elke Grittmann, Kaya de Wolff: Anerkennung und Sichtbarkeit. Perspektiven für eine kritische Medienkulturforschung. transcript, Bielefeld  2017, ISBN 978-3-8376-4011-3.
- mit Merle-Marie Kruse, Miriam Stehling: Participation and Media in Post-Migrant Societies.  Rowman & Littlefield, London/New York 2019, ISBN 978-1-78660-725-6.
- mit Ulla Wischermann: Feministische Theorie und Kritische Medienkulturforschung. Ausgangspunkte und Perspektiven. transcript, Bielefeld 2020, ISBN 978-3-8376-4084-7